# Snelleresponsteam (Politiezone Antwerpen)
De Snelleresponsteams (SRT)  zijn zwaarbewapende snellereactie-eenheden die behoren tot de arrestatie-eenheid (AE) van de lokale politie Antwerpen. Zo'n gespecialiseerd team bestaat uit drie politie-inspecteurs die 24 uur per dag inzetbaar zijn om bijstand te verlenen in onder andere gevaarlijke situaties met gewapende verdachten.

## Geschiedenis
De Snelleresponsteams werden in 2015 opgericht door Antwerps burgemeester Bart De Wever (N-VA). De aanleiding daarvoor was onder andere de verhoogde terreurdreiging na aanslagen zoals die op Charlie Hebdo in Parijs op 7 januari 2015. Bij die aanslag werd een politieagent gedood met een kalasjnikov. De Wever wilde zorgen dat zijn korps manschappen had met uitrusting waarmee ze adequaat konden optreden tegen personen met oorlogswapens. Hij wilde dat zulke gespecialiseerde politiemensen ook snel ter plaatse zouden zijn geweest indien er zich gevaarlijke situaties zouden voordoen. Omdat de Bottinekes (het Bijzonder Bijstandsteam, BBT) binnen een half uur ter plaatse zouden zijn geweest, werd het SRT opgericht, dat 24 uur per dag snel inzetbaar is.

## Samenstelling
Een SRT wordt gevormd door drie politie-inspecteurs van de arrestatie-eenheid (AE) van de lokale politie Antwerpen, die gedurende zeven weken een speciale opleiding hebben gevolgd. Ze volgen onder andere een bijkomende rijopleiding en een bijkomende opleiding "gespecialiseerde interventie" van de federale politie.
Er zijn steeds twee teams aan het werk.

## Taken
Een SRT wordt erbij geroepen ter ondersteuning wanneer een interventieploeg bijstand vraagt bij gewapende incidenten, feiten waarbij de openbare orde ernstig wordt verstoord etc. Indien een SRT van mening is dat het een meerwaarde is, mag het ook zelf het initiatief nemen om bijstand te verlenen, zonder de interventie zelf over te nemen. Volgens de korpsnota SRT moet het SRT worden ingezet bij elke tussenkomst waarbij geweten is of gefundeerde vermoedens zijn dat de politie geconfronteerd zal worden met situaties die de fysieke integriteit van de politieambtenaren in gevaar kunnen brengen. De volgende lijst somt niet-limitatief de taken van het SRT op:
- ondersteuning van het politiepersoneel op het terrein bij opdrachten waarbij de fysieke integriteit mogelijk in gevaar kan komen en/of waaraan een bijzonder risico is verbonden (bv. een huiszoeking na een betrapping op heterdaad bij een fysiek gevaarlijk persoon, een controle van een voertuig waarvan inzittenden een potentieel gevaar vormen, een discreet toezicht op een ploeg die een controle moet doen in een probleembuurt, ...);
- het uitvoeren van operaties met een offensief karakter, al dan niet in afwachting van de komst van het BBT (bv. AMOK, een versterkte huiszoeking, een doorzoeking van een gebouw, een arrestatie van personen te voet of in/op een voertuig);
- voorbereidende maatregelen treffen in afwachting van de komst van het BBT;
- het vaststellen van feiten op heterdaad (vooral eigendomsdelicten en persoonsdelicten, al dan niet met geweld, verboden wapendracht, ...);
- achtervolgingen.

Deze lijst maakt nog gewag van het BBT van de Antwerpse politie. Dat werd in 2018 geïntegreerd in de federale politie. Sinds 2019 werkt de lokale politie Antwerpen niet meer met hen samen omdat ze met het SRT een gelijkwaardig alternatief heeft.
Aanvankelijk waren de geüniformeerde politiemensen argwanend omdat ze dachten dat hun werk zou worden overgenomen door de SRT's. Die argwaan verdween echter na enkele maanden.

## Uitrusting en materieel
Leden van een SRT werken in burgerkledij. Bij ernstige incidenten dragen ze een uniform, een grijze overall, om friendly fire te vermijden.
Een SRT is bewapend met onder andere een taser en een less lethal wapen (FN 303) met rubberen kogels en wordt beschermd door onder andere zware kogelwerende vesten, schilden en ballistische helmen.
De teams rijden in ongemarkeerde wagens die worden voorzien van bepantsering en optische en geluidssignalen. De eerste maanden reden ze met Škoda Octavia's. Die werden in 2016 aangevuld met een aantal exemplaren van de Audi A6 en in 2018 met een Mercedes E400 en drie Audi SQ7's, waarvan er één na een paar weken al perte totale werd verklaard. De nieuwe wagens werden aangekocht om de Škoda's te vervangen. Later kwamen er ook van de nieuwere versie van de SQ7, van de BMW X5 en de Volvo V90.
Sinds 2019 hebben de SRT's als aanvulling op de wagens ook motors ter beschikking, die sinds 2020 worden ingezet. Die hebben onder andere het voordeel dat ze wendbaarder zijn en makkelijker langs files kunnen rijden, maar er kan minder materiaal meegenomen worden. Een SRT op de motor, dat dan een Emergency Response Team (ERT) wordt genoemd, is een team van zes politiemensen (onder wie één teamchef) met drie BMW-motoren van het type R 1200 GS. De passagier is telkens bewapend met een machinegeweer van het type APC300 van B&T.